# Hualewjonken
Das Hualewjonken [auf Amrum: ˈhua̯laʊ̯ˌjoŋkən] (Fering/Öömrang; deutsch: „Halbdunkeln“) ist ein Brauch der Nordfriesen auf den Nordseeinseln Föhr und Amrum. Er entstand in privat organisierten Seefahrtsschulen.

## Geschichte
Zur Zeit der Grönlandfahrt, als zahlreiche Föhrer und Amrumer Seeleute im Sommerhalbjahr als Walfänger arbeiteten, entstanden vor allem auf Föhr mehrere Seefahrtsschulen. Sie wurden überwiegend von unverheirateten Männern besucht. Die erste private Seefahrtsschule auf Föhr gründete der Pastor Richardus Petri (1597–1678) von St. Laurentii in Süderende, der selbst nie zur See gefahren war. Weitere Seefahrtsschulen gab es etwa in Oevenum, wo Ocke Tückis (1688–1769) hunderte Seeleute unterrichtete und unter seinem hollandisierten Namen Ariaan Teunisz zwei überregional verbreitete Lehrbücher zur Navigationslehre verfasste. Der Oldsumer Hinrich Brarens (1751–1811) unterrichtete neben mathematisch orientierten Themen wie Navigation und Astronomie auch Aspekte wie Betriebswirtschaft und Personalführung. Weitere Seefahrtsschulen entstanden etwa auf Sylt – durch einen von Föhr stammenden Pastor – und auf dem Festland in Fahretoft, wo Hans Momsen die Schule führte. Die Schulen waren privat organisiert und wurden vor allem im Winterhalbjahr betrieben. Die Gebühren waren niedrig. Die Schulen wurden meist von ehemaligen Commandeuren oder Pastoren geleitet, die Schüler kamen aber auch ohne Lehrer zusammen. Die Seefahrtsschulen trugen dazu bei, dass die Zahl der hochqualifizierten Seefahrer auf den Inseln sehr hoch war. So gab es 1789 auf Föhr 110 Schiffsführer und 74 Steuerleute.
Die Zusammenkünfte der ledigen Seefahrer am dämmrigen Nachmittag wurden Hualewjonken genannt. Mit dem Niedergang des Walfangs um diese Zeit und der Schließung der Schulen durch die preußischen Machthaber nach 1867 änderte sich auch das Hualewjonken zu einem Treff der Landwirte später am Abend. Im Vordergrund stand die Geselligkeit. Zum Hualewjonken gehörte auf Föhr der Brauch des Üütjschiten („Ausschießens“). Ein unverheirateter Mann, der zum siebenten Mal bei einer Frau in deren Haus angetroffen wurde, wurde von den Mitgliedern des Hualewjonken nach einigen Schüssen in die Luft vor die Wahl gestellt, sich mit der Frau zu verloben und die übrigen Mitgliedern zum Umtrunk einzuladen oder in der Karre durch das Dorf gefahren zu werden.
Auf Föhr und Amrum gibt es bis heute Hualewjonken-Gruppen von Männern, die sich wegen der Geselligkeit treffen. Die Gruppen in Oldsum und Borgsum auf Föhr sind als Vereine organisiert und bestehen aus konfirmierten, unverheirateten Männern unter 30 Jahren. Die Oldsumer Gruppe besteht formell seit 1885. Weitere Föhrer Gruppen gibt es in Alkersum und Oevenum.